# L'Équipe type
 (novembre 2016).
Si vous disposez d'ouvrages ou d'articles de référence ou si vous connaissez des sites web de qualité traitant du thème abordé ici, merci de compléter l'article en donnant les références utiles à sa vérifiabilité et en les liant à la section « Notes et références ».
L'Équipe type est une émission quotidienne diffusée sur la chaîne de télévision L'Équipe de 2014 à 2017, d'abord toute la semaine puis seulement du lundi au vendredi à 17 h 45. Elle est présentée (principalement) par Jean-Christophe Drouet.

## Historique
En 2014, sous la direction de Xavier Spender, la chaîne remanie ses grilles de programmes. C'est à ce moment que l'émission voit le jour.
Lors des deux premières saisons, l'émission est présentée par Jean-Christophe Drouet du lundi au jeudi et Pierre Nigay le vendredi et le Week-End.
Ensuite, elle est présentée par Jean-Christophe Drouet du lundi au vendredi, qui est remplacé exceptionnellement par Carine Galli le 14 novembre 2016.
Le programme est composé de plusieurs rubriques. Parmi elles, les pastilles humoristiques du trublion Stephen Emarin : d'abord "Au P'tit Coin", où le journaliste décrypte le journal L'Équipe depuis les toilettes, puis "Le JT des sports mineurs", qui fait la part belle à des sports plus méconnus, tels que le quidditch, le curling ou le volley-ball.
L'émission s'arrête le 15 juin 2017 pour laisser place à L'Équipe d'Estelle, émission elle aussi quotidienne et animée par Estelle Denis.

## Participants
Ci-dessous les noms des chroniqueurs participants aux émissions quotidiennes depuis la saison 3 :
- Dave Appadoo
- Grégory Ascher
- Erik Bielderman
- Pierre Bouby
- Damien Degorre
- Souleymane Diawara
- Nabil Djellit
- Raymond Domenech
- Guillaume Dufy
- Vincent Duluc
- Stephen Emarin
- Carine Galli
- Florian Gazan
- Mélisande Gomez
- Arnaud Hermant
- Bertrand Latour
- Romain Lefebvre
- Marc Libbra
- Pierre Maturana
- Étienne Moatti
- Pierre Nigay
- Isabela Pagliari
- Stéphane Pauwels
- Bruno Salomon
- Grégory Schneider
- Éric Silvestro
- Sébastien Tarrago
- Sammy Traoré